# Tillman Thomas

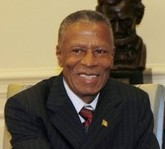
Tillman Thomas

Tillman Thomas (* 13. Juni 1945 in Hermitage, Grenada) ist ein Politiker und ehemaliger Premierminister auf Grenada und Vorsitzender des National Democratic Congress (NDC).

## Karriere
Thomas ist Absolvent der New Yorker Fordham University, wo er einen Bachelor-Abschluss in Wirtschaftswissenschaften erwarb, sowie der University of the West Indies, Cave Hill Campus und der Hugh Wooding Law School, wo er einen LL.B. abschloss. bzw. ein Zertifikat der juristischen Ausbildung. Seine politische Karriere begann 1978, als er sich gemeinsam mit dem Anführer der New Jewel Movement, Maurice Bishop, im Programm für Menschenrechte und Rechtshilfe engagierte. Bei seinem Kampf für unabhängige Medien veröffentlichte Thomas 1981, zusammen mit Lloyd Noel und  Leslie Pierre, die Zeitung „The Grenadier Voice“, was ihm zwei Jahre Haft einbrachte. Er gehörte 1987 zu den Mitbegründern des NDC und war bis 1990 stellvertretender Parteivorsitzender, seit 2000 ist er Parteivorsitzender. 1984–1990 und 2003–2013 war er Abgeordneter. 1984–1990 war er Juniorminister im Justizministerium, anschließend bis 1999 Juniorminister im Arbeitsministerium, danach bis 2003 Minister für öffentliche Arbeiten und Tourismus. Nach dem Sieg des NDC bei den Parlamentswahlen vom 8. Juli 2008 wurde er am 9. Juli 2008 Premierminister. Am 17. Mai 2012 übernahm er zusätzlich auch das Amt des Außenministers. Nach der Wahlniederlage seiner Partei am 19. Februar 2013 wurde er am 20. Februar 2013 in beiden Ämtern von Keith Claudius Mitchell von der New National Party (NNP) abgelöst.
Thomas wurde bei den Geburtstagsehren 2023 für seine Verdienste um Grenada zum Kommandeur des Order of the British Empire (CBE) ernannt.